# ABS-CBN 뉴스 채널
ABS-CBN 뉴스 채널(영어: ABS-CBN News Channel)은 필리핀의 텔레비전 뉴스 채널이다.

## 같이 보기
- A2Z
- 카파밀야 채널
- ABS-CBN 뉴스 앤드 커런트 어페어스